# John Michael Wright

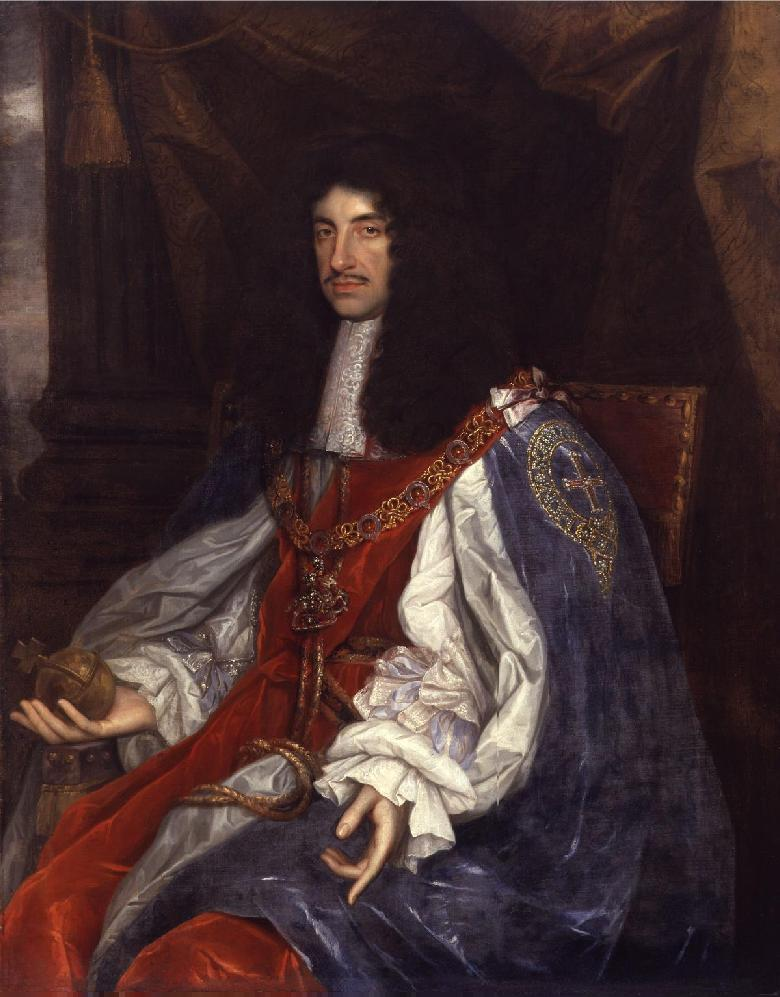
Ritratto di Carlo II d'Inghilterra.

John Michael Wright (Londra, 25 maggio 1617 – Londra, 1º agosto 1694) è stato un pittore britannico.

## Biografia
Cresciuto nella bottega dell'artista scozzese George Jamesone, grazie ai meriti acquisiti sin dalla gioventù poté permettersi di partire per Roma. A Roma, dove si era recato per perfezionare la sua tecnica e per studiare da vicino i capolavori dei grandi maestri italiani, venne ammesso nell'Accademia di San Luca. Nel 1655, dopo la morte di re Carlo I d'Inghilterra, venne assunto da Leopoldo Guglielmo d'Austria, governatore dei Paesi Bassi, per mediare l'acquisto della collezione di dipinti del defunto re inglese, messi in vendita da Oliver Cromwell. Dal 1656 Wright decise di risiedere stabilmente in Inghilterra e dopo la restaurazione di Carlo II divenne pittore di corte. La sua conversione al cattolicesimo gli garantì la stima del nuovo re Carlo II d'Inghilterra, di suo fratello Giacomo, duca di York e di gran parte della famiglia reale Stuart. Verso la fine del regno di Giacomo II, Wright fu inviato come ambasciatore del re inglese presso la corte papale, dove incontrò papa Innocenzo XI.